# Мамаханов, Иван Романович
Иван Романович Мамаханов (26 февраля 1996, Ивантеевка, Московская область) — армянский и российский футболист, выступающий на позиции защитника.

## Клубная карьера
Начинал заниматься футболом в ДЮСШ подмосковного Пушкино, а с 11-летнего возраста занимался в московских школах ЦСКА, «Строгино» и «Спартак». В 2014 году выступал за любительскую команду «Локомотива».
Летом 2014 года перешёл в армянский «Улисс», в его составе дебютировал в чемпионате Армении 10 августа 2014 года в игре против «Бананца», выйдя на замену в перерыве вместо Алика Элязяна. Всего в сезоне 2014/15 сыграл 10 матчей в чемпионате Армении и стал бронзовым призёром чемпионата. В начале следующего сезона принял участие в двух играх Лиги Европы, после чего вместе с группой игроков «Улисса» перешёл в российский «Армавир», в его составе сыграл 8 матчей в ФНЛ.
После ухода из «Армавира» играл за любительские клуба Москвы, также тренировался с московским «Локомотивом». Весной 2016 года планировал перейти в грузинскую «Гурию», но трансфер сорвался. С июня 2017 года выступает за московский «Арарат». 19 июля 2017 года в матче первого тура второго дивизиона против «Зоркого» (3:0) дебютировал в составе команды.

## Карьера в сборной
Выступал за молодёжную сборную Армении, в том числе сыграл три матча в отборочном турнире молодёжного чемпионата Европы 2017 года.